# Malqarānī
Malqarānī (persiska: مَلقَرَنی, ملقرانی, Malqaranī) är en ort i Iran.   Den ligger i provinsen Kurdistan, i den nordvästra delen av landet, 500 km väster om huvudstaden Teheran. Malqarānī ligger 1 759 meter över havet och antalet invånare är 456.
Terrängen runt Malqarānī är kuperad. Runt Malqarānī är det ganska glesbefolkat, med 50 invånare per kvadratkilometer. Närmaste större samhälle är Saqqez, 5,6 km öster om Malqarānī. Trakten runt Malqarānī består i huvudsak av gräsmarker.